# Fuchskusu
Der Fuchskusu (Trichosurus vulpecula) ist eine – vor allem auf Bäumen lebende – Beuteltierart, die in Australien weit verbreitet ist und vom Menschen auch in Neuseeland eingeführt wurde und dort Possum genannt wird.

## Beschreibung
Der Fuchskusu ist circa 35 bis 55 cm groß und hat einen 25 bis 40 cm langen Schwanz. Das Männchen wiegt bis 4,5 kg, die Weibchen nur 1,5–3,5 kg. Aufgrund des großen Verbreitungsgebietes ist die Färbung variabel. Die meisten Exemplare sind grau und der körperferne Abschnitt des buschigen Schwanzes ist schwarz. Die Unterseite des letzten Schwanzdrittels ist haarlos und kann zum Greifen verwendet werden. Die Fuchskusus im Süden von Tasmanien und die in Neuseeland eingeführten Tiere haben ein längeres, dickeres Fell. Unter ihnen treten oft Exemplare mit sehr dunklem, fast schwarzem Fell auf. Von allen anderen Kusuarten kann der Fuchskusu leicht durch seine großen Ohren unterschieden werden.

## Unterarten und Verbreitung

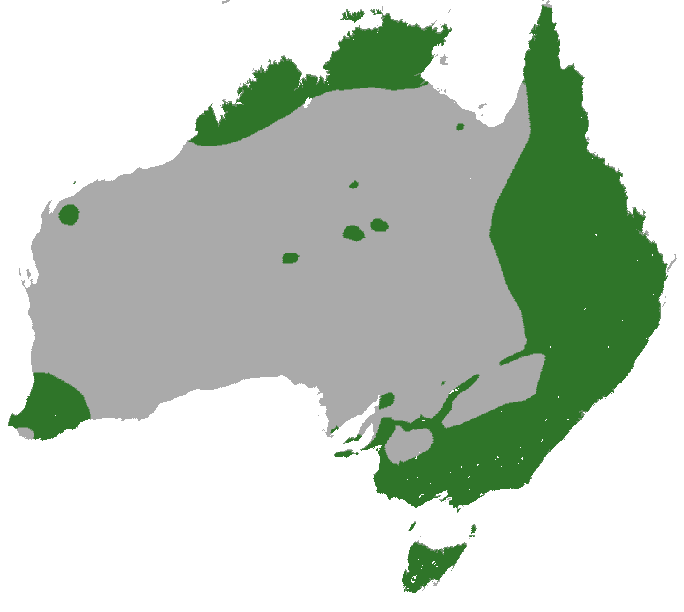
Das Verbreitungsgebiet in Australien

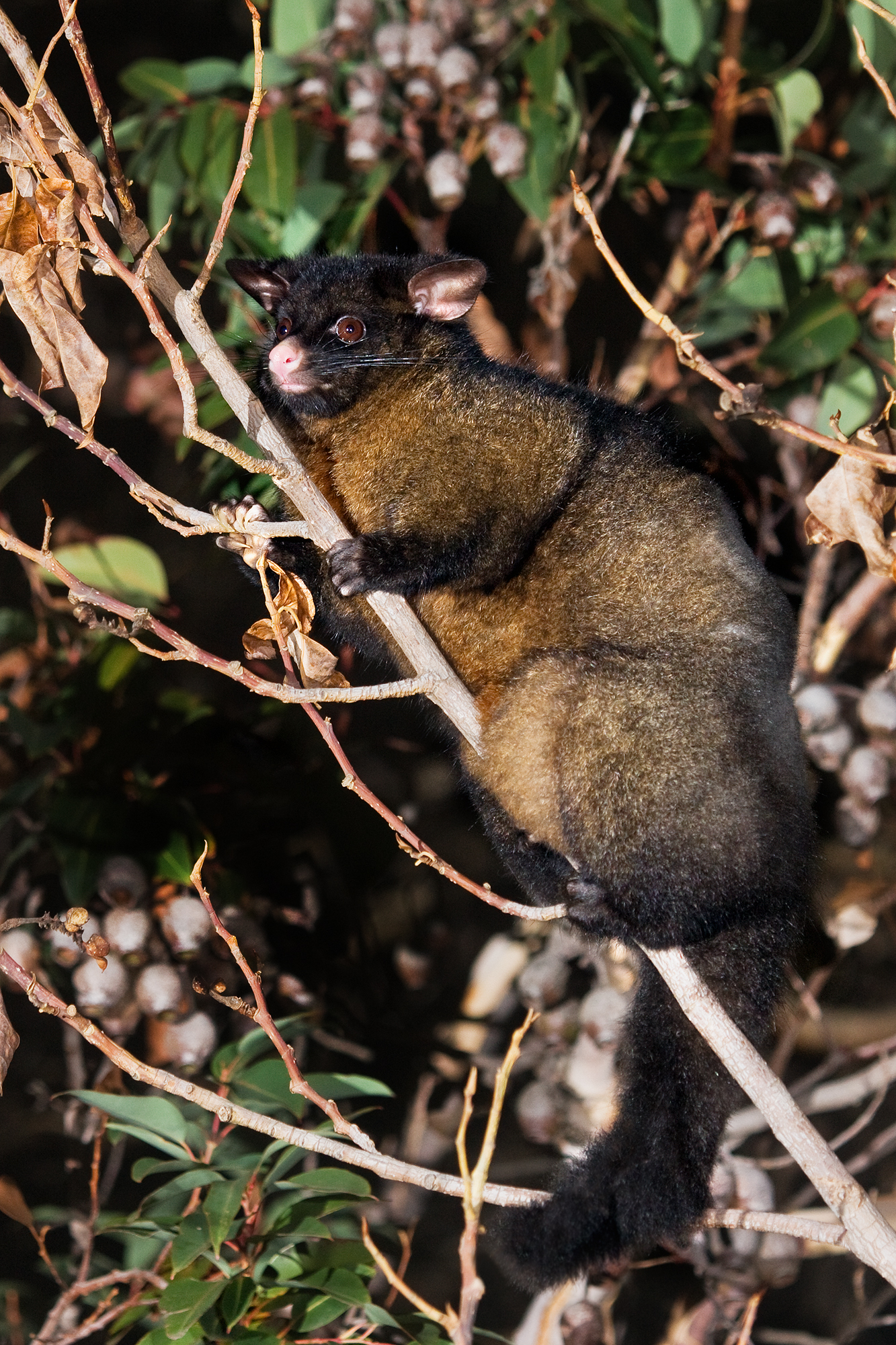
Dunkler Fuchskusu aus Tasmanien

Es werden fünf Unterarten unterschieden.
- Trichosurus vulpecula vulpecula, die Nominatform, lebt im Osten und Süden Australiens vom mittleren Queensland bis Victoria und im Südosten von Südaustralien, auf den Inseln Magnetic Island, Prudhoe Island, Känguru-Insel und Thistle Island, und in verstreuten, kleinen Gebieten im trockenen Zentrum Australiens.
- Trichosurus vulpecula arnhemensis kommt im Nordosten von Westaustralien, im Norden des Nordterritoriums, auf Bathurst Island und Melville Island vor.
- Trichosurus vulpecula eburacensis, ist auf der Kap-York-Halbinsel im nördlichen Queensland endemisch.
- Trichosurus vulpecula fuliginosus, lebt auf Tasmanien und den Inseln der Bass-Straße.
- Trichosurus vulpecula hypoleucus, kommt isoliert im Südwesten von Westaustralien vor.

Ursprünglich gehörten auch größere Gebiete des trockenen Zentrums von Australien zum Lebensraum des Fuchskusus. Die taxonomische Stellung dieser heute ausgestorbenen Populationen ist bisher unbekannt. Die kleinwüchsige Unterart T. v. arnhemensis wurde in der Vergangenheit auch als eigenständige Art angesehen. Sowohl morphologische als auch molekularbiologische Untersuchungen sprechen jedoch dafür, die Tiere als Unterart des Fuchskusu zu klassifizieren. Der Queensland-Kusu (Trichosurus johnstonii) dagegen, der früher als Unterart des Fuchskusus galt, ist heute eine eigenständige Art. Er kommt sympatrisch mit dem Fuchskusu vor, und sowohl morphologische als auch molekularbiologische Untersuchungen deuten darauf hin, dass es besser ist, die Form als eigenständige Art zu führen. Die heute auf Neuseeland lebenden Fuchskusus stammen von Exemplaren ab, die vom Menschen aus Tasmanien, Victoria und New South Wales eingeführt wurden.

## Lebensraum und Lebensweise
Der Fuchskusu kommt in einer Vielzahl von Habitaten vom Regenwald bis zu offenem Waldland vor, scheint dabei aber relativ trockene Eukalyptus- und andere Wälder zu bevorzugen. Es ist eine der wenigen Beuteltierarten, die auch an Stadträndern und in Parks sowie anderen Grünzonen von Städten gut gedeihen. Der Fuchskusu ist nachtaktiv. Tags schläft der Kusu in einem Nest in einer Baumhöhle, zwischen umgefallenen Baumstämmen oder Felsen, in einem ausgehöhlten Termitenbau oder an einem anderen geeigneten Ort wie Kaninchenbaue oder Schuppen; auch nicht zuverlässig verschlossene Deckenräume in Gebäuden sind beliebt. Die Tiere wachen etwa 1 bis 2 Stunden vor Sonnenuntergang auf und verlassen ihr Nest etwa eine halbe Stunde nach Sonnenuntergang. Bei starkem Regen bleiben sie im Nest. Obwohl sie hauptsächlich Baumbewohner sind und in baumlosen Gegenden nicht vorkommen, trifft man sie regelmäßig auch am Boden an. Während einer Untersuchung im südöstlichen Queensland verbrachten die Tiere 91 % ihrer aktiven Zeit auf Bäumen und 9 % auf dem Erdboden. Die Hauptaktivitätszeit des Fuchskusus liegt zwischen 23 und 2:30 Uhr. Der Lebensraum eines Männchens umfasst durchschnittliche 5,4 ha, der eines Weibchens ist mit 2,4 ha deutlich kleiner. Entsprechend legen Männchen in einer Nacht auch eine größere Strecke (durchschnittlich 394 m) zurück als die Weibchen (durchschnittlich 261 m). In Australien leben 0,2 bis 4 Exemplare auf einer Fläche von einem Hektar, in Neuseeland wurden in Steineibenwäldern bis zu 25 Tiere auf einer Fläche von einem Hektar gezählt. Die Reviere der Kusus überlappen sich großflächig. Zur Kommunikation geben die Tiere zischende und hustende gutturale Laute von sich. Außerdem sondern sie Sekrete aus Drüsen am Kinn, auf der Brust und an der Kloake ab. In der Fortpflanzungszeit wird die akustische Kommunikation der Tiere deutlich stärker. Beutegreifer, die dem Fuchskusu nachstellen, sind Rautenpythons, Warane, Dingos, Rotfüchse und verwilderte Hauskatzen.

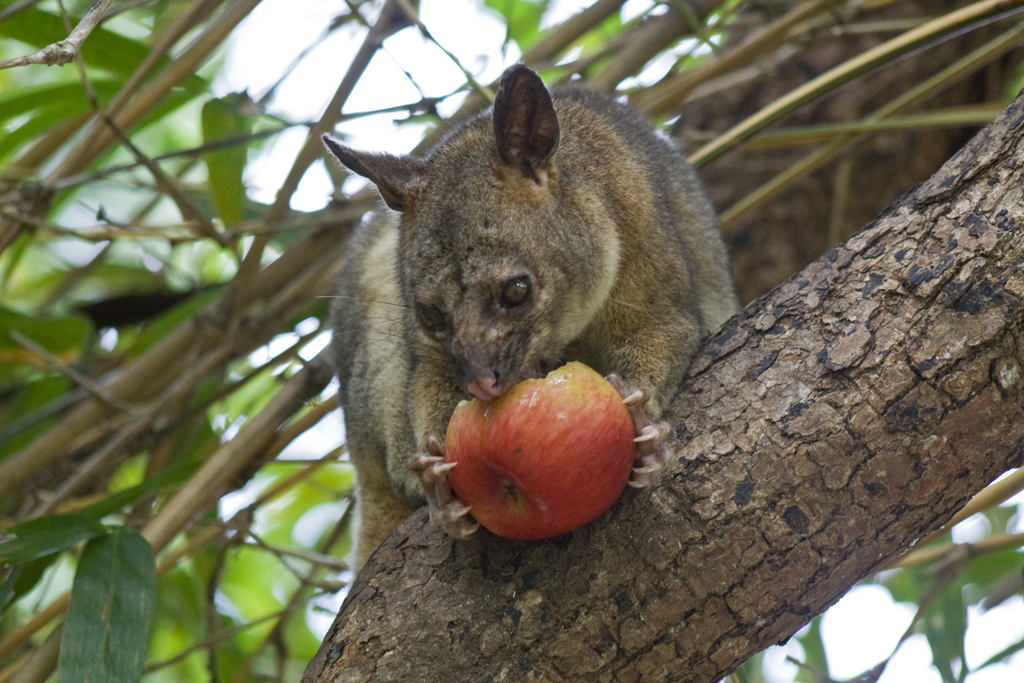
T. vulpecula arnhemensis beim Verzehren eines Apfels

## Ernährung
Der Fuchskusu frisst hauptsächlich Blätter, ergänzt seine Kost aber mit Früchten, Blüten, Knospen, wirbellosen Tieren und anderem. In der Nachbarschaft des Menschen erweisen sie sich als erfinderische Nahrungsbeschaffer mit einer Vorliebe für Obstbäume, Gemüsegärten und Raubzüge in Küchen. Der Anteil von Eukalyptusblättern in der Nahrung variiert von weniger als 10 % bis zu über 95 %, abhängig von der Verfügbarkeit anderer Pflanzenarten. Akazienblätter, verschiedene Gräser, Kräuter und Farnblätter werden ebenfalls verspeist. In Tasmanien sind Südbuchen, Phebalium und Pomaderris die Hauptnahrungsquellen der Tiere. In Neuseeland ernähren sie sich auch von den Eiern und Jungvögeln des Kiwis.

## Vermehrung
Die meisten Jungtiere werden im (Süd-)Herbst (März bis Mai) geboren, eine zweite, weniger bedeutende Fortpflanzungsperiode liegt im (Süd-)Frühling (September bis November). In tropischen und ariden Regionen können sich die Tiere jedoch das ganze Jahr über fortpflanzen, je nachdem wie das Nahrungsangebot ist. 90 % der Weibchen bekommen nach einer Tragzeit von 16 bis 18 Tagen ein einzelnes Jungtier. Die Jungtiere bleiben 4 bis 5 Monate im Beutel und werden danach bis zur Entwöhnung noch 1 bis 2 Monate vom Weibchen auf dem Rücken getragen. Weibchen werden mit einem Alter von 12 Monaten geschlechtsreif. Die meisten Fuchskusus sterben, bevor sie das elfte Lebensjahr erreichen. Das Maximalalter liegt bei 13 Jahren.

## Nutzung

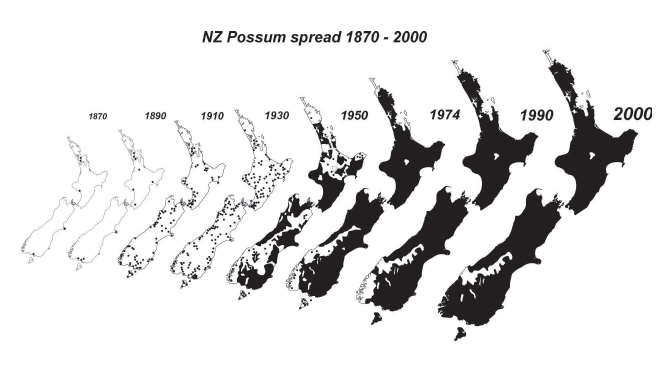
Ausbreitung des Fuchskusus in Neuseeland von 1870 bis 2000

Kusufelle waren um 1900 unter der Bezeichnung „Australisch Opossum“ sehr beliebt. Australien exportierte beispielsweise 1906 4 Millionen Felle.
Europäische Siedler führten zur Pelzgewinnung zwischen 1858 und 1920 mehr als 600 Kusus nach Neuseeland ein. Das sogenannte neuseeländische Opossumfell oder die Wolle der durch die Bejagungsmaßnahmen anfallenden Tiere werden, je nach Marktlage, weiterhin verwertet.

## Kusus als Schädling

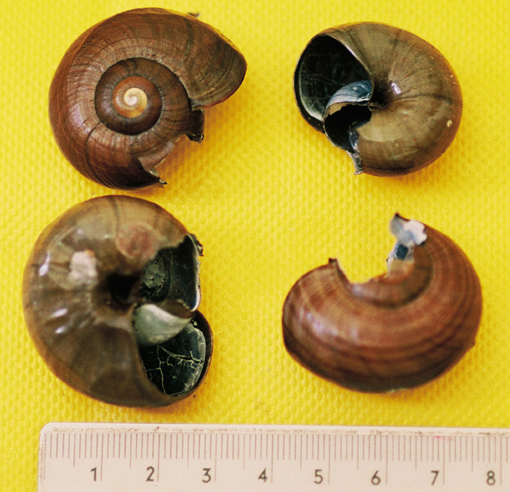
Schalenreste von Powelliphanta traversi, gefressen von Trichosurus vulpecula

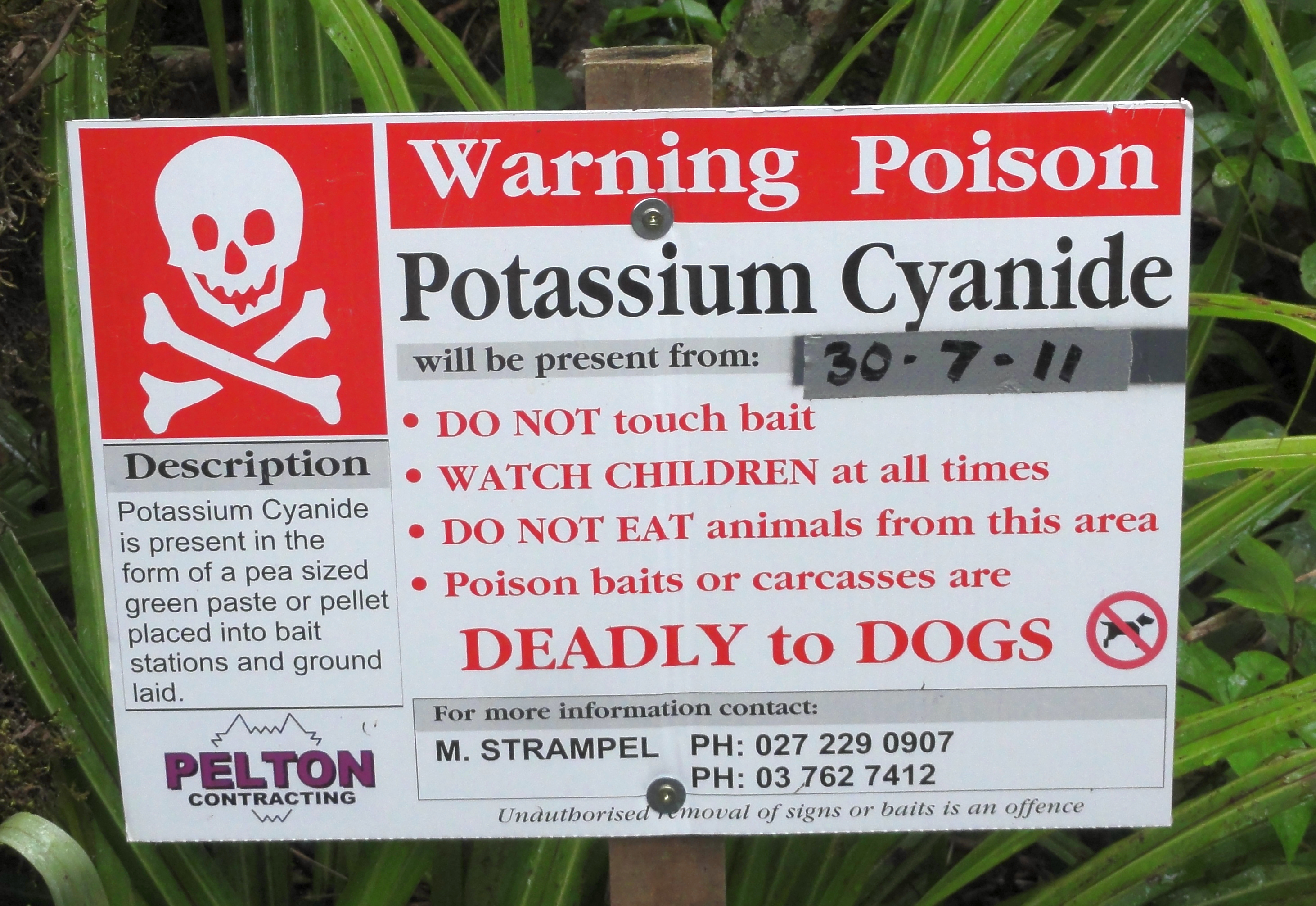
Warnung vor ausgelegten Kaliumcyanid-Pelletködern

Heute gibt es in Neuseeland wegen des Fehlens von natürlichen Fressfeinden etwa 70 Millionen des dort „Possum“ genannten Tieres. Die gebietsfremde Art ist ökologisch unerwünscht. Durch die Possums besonders gefährdet sind breitblättrige Bäume wie Rata: die Tiere führen zur Schädigung der Baumkronen und ergänzen ihre Nahrung möglicherweise mit Jungvögeln. Sie haben nur wenig Einfluss auf die Südbuche (Nothofagus), aber ihre Anwesenheit reduziert die Artenvielfalt des Südbuchen-Waldes, da sie viele der anderen hier vorkommenden Arten dezimieren.
Versuche, den Fuchskusu in Neuseeland auszurotten oder zumindest die Zahl zu reduzieren, wurden mit Fallen und Gift angestellt, zeigen aber nur langsam Erfolge. Privatpersonen wurden aufgerufen, den Kampf gegen den Schädling mit zu führen. So empfahl das Department of Conservation breite Metallbänder an Bäumen, um das Klettern zu verhindern. Strommasten sind allgemein mit diesen Bändern ausgestattet. Lebendfallen werden nur empfohlen, wenn man bereit ist, das Tier anschließend zu töten.
Die verwendeten Gifte, meist Natriumfluoracetat, in Neuseeland „1080“ genannt, oder Natriumcyanid, sind selbst umweltschädlich. Um Schäden an Jungbäumen zu verhindern, will man die Individuenzahl an Kusus sehr gering halten, vielleicht auf 5 Prozent der ohne Eingriff vorhandenen Zahl. Feldversuche mit Cholecalciferol-haltigen Ködern als Alternative zu Natriumfluoracetat wurden erfolgreich durchgeführt.
Der Fuchskusu wird in Neuseeland als große ökologische Bedrohung gesehen, und auch Umweltorganisationen fordern seine Ausrottung. Die Schäden summieren sich mit denen anderer eingeführter Arten wie Rothirsch und Hausziege sowie menschlicher Aktivität wie Land- und Forstwirtschaft und Bergbau. Daher sind Possums in der Liste der 100 gefährlichsten Neobiota der IUCN ISSG aufgeführt.